# Особняк Василия Хлудова
Особняк Василия Хлудова — историческое здание в Москве, построенное в конце XIX века на основе здания XVIII века. Объект культурного наследия федерального значения. Расположен на Новой Басманной улице, дом 19, строение 1.

## История
В основе дома лежат палаты XVIII века. В 1839 году, когда дом впервые упоминается, он принадлежал титулярному советнику К. О. Гениште. В начале 1880-х гг. дом был куплен купцом А. И. Хлудовым у Ф. В. Вишневского для своего сына, В. А. Хлудова. В 1882 или 1884 году он заказывает полную перестройку особняка молодому архитектору Р. И. Клейну, для которого это был первый крупный проект. В доме Хлудова бывали Н. Г. Рубинштейн, С. И. Танеев, Н. Е. Жуковский, С. А. Муромцев, Андрей Белый и другие деятели искусства и науки. В дальнейшем Василий Хлудов унаследовал дом в Хомутовском тупике и продал особняк на Новой Басманной купцу И. А. Кошелеву, позднее он перешёл к М. К. Щаповой. Центральный вход был построен в 1913 году по проекту архитектора В. В. Шервуда. В 1920—1930-х годах в бывшем особняке размещён детский сад имени Карла Маркса. Позднее здание надстроено тремя этажами. Со второй половины XX века здание занято издательством «Художественная литература».

## Архитектура

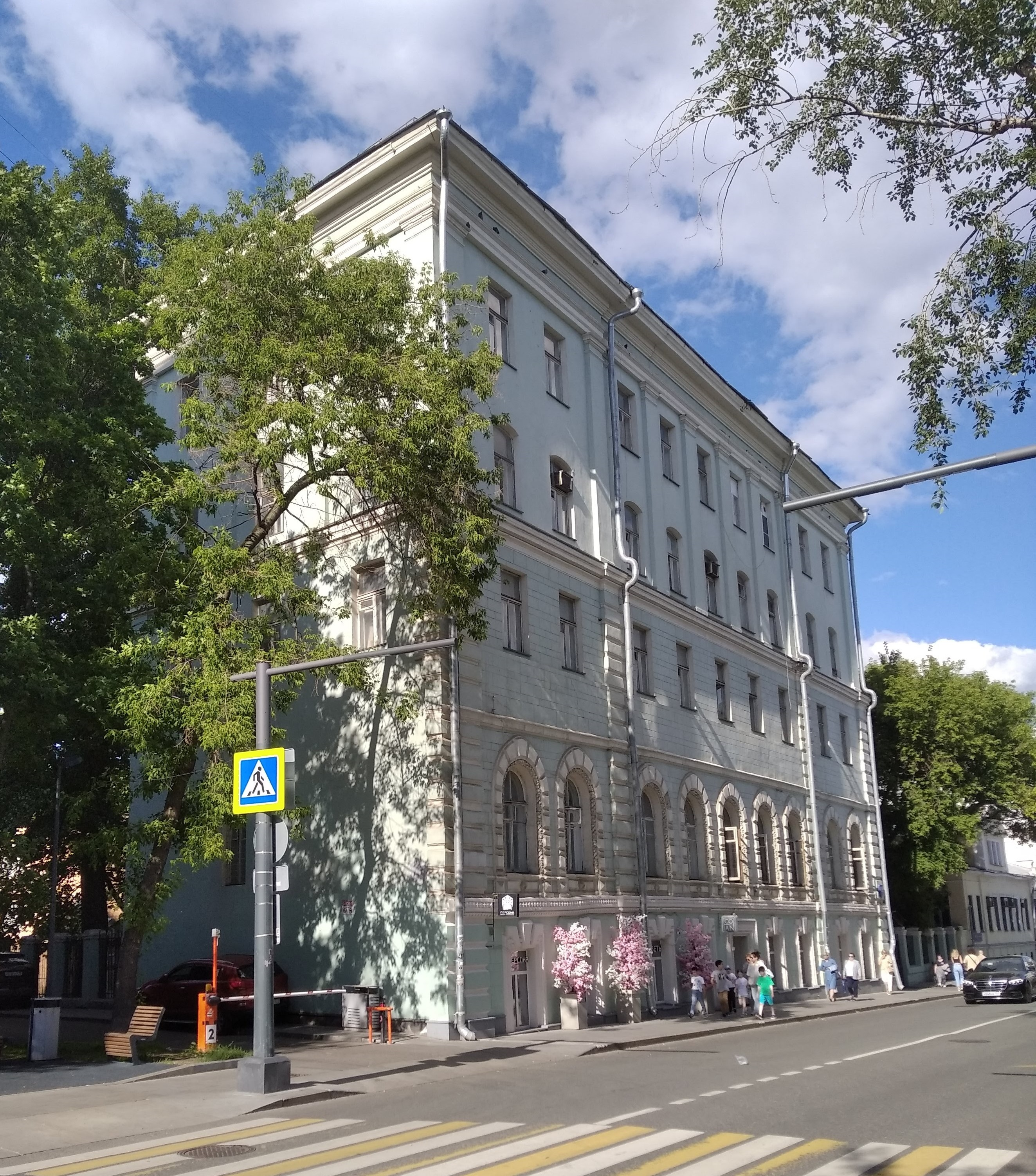
Современный вид (июнь 2024)

Особняк оформлен в стиле эклектики. Использованы мотивы флорентийской архитектуры, такие как обрамление арочных окон второго этажа, фриз с гирляндами. Интерьеры оформлены в псевдобарочном стиле. Сохранился декор парадной одномаршевой лестницы и лепнина в некоторых залах. Советская надстройка сильно исказила внешний вид бывшего особняка.